# Felice Castegnaro
Felice Castegnaro (noto anche come Felice Castagnaro; Montebello Vicentino, 17 maggio 1872 – Zero Branco, 14 luglio 1958) è stato un pittore italiano.

## Biografia
Felice Castegnaro, figlio di Eugenio e Rosa Zabeo, iniziò i suoi studi artistici presso l'Accademia Olimpica di Vicenza, proseguendo poi diciassettenne all'Accademia di Belle Arti di Venezia, sotto la guida di Ettore Tito. Fece le sue prime esposizioni a Verona e a Vicenza nel 1899 per poi partecipare alla prima mostra di livello nazionale l'anno successivo, quando espose l'opera Venezia d'estate alla Triennale di Milano.

Nel 1901 arrivò l'affermazione con il dipinto Raggi d'oro alla IV Biennale di Venezia: il quadro venne molto apprezzato dalla critica aprendogli di fatto la strada alle più importanti mostre nazionali e internazionali. Da allora prese parte a nove edizioni della Biennale di Venezia e a diverse esposizioni in tutta Italia, tra cui Roma, Firenze e Torino. Nel 1914 il re Vittorio Emanuele III acquistò il suo quadro Mammina, oggi nelle collezioni del Palazzo del Quirinale. Di notevole importanza furono le sue esposizioni presso Ca' Pesaro nel 1912 e 1930, entrando a far parte del gruppo noto come i Ribelli di Ca'Pesaro, la sua partecipazione alla Mostra nazionale di belle arti di Milano oltre alla sua presenza con ben 21 opere alla Mostra dei quarant'anni della Biennale di Venezia nel 1935.

Morì a Zero Branco, in provincia di Treviso, all'età di 86 anni. A lui il paese ha dedicato il nome di una via.
Di lui scrissero varie riviste come Vita d'Arte, ad opera di Ettore Cozzani, ed Emporium.

## Mostre ed esposizioni

### Collettive
- 1900 - IV Esposizione Triennale di Belle Arti, Pinacoteca di Brera, Milano
- 1901 - IV Biennale di Venezia, Venezia
- 1902 - Quadriennale di Torino, Torino
- 1903 - V Biennale di Venezia, Venezia
- 1903 - II Esposiciones de Arte, Galleria Stefani, Buenos Aires
- 1906 - Mostra nazionale di belle arti, Milano
- 1906 - LXXVI Esposizione della Società degli Amatori e dei Cultori di Belle Arti, Palazzo delle Esposizioni, Roma
- 1907 - VII Biennale di Venezia, Venezia
- 1909 - VIII Biennale di Venezia, Venezia
- 1910 - IX Biennale di Venezia, Venezia
- 1911 - Esposizione della Società Promotrice di Belle Arti, Torino
- 1911 - Esposizione internazionale di Roma, Roma
- 1912 - Ca' Pesaro, Galleria internazionale d'arte moderna, Venezia
- 1914 - XI Biennale di Venezia, Venezia
- 1917 - Esposizione delle Tre Venezie, Galleria Pesaro, Milano
- 1920 - XII Biennale di Venezia, Venezia
- 1922 - XIII Biennale di Venezia, Venezia
- 1923 - I Esposizione Internazionale dell'Acquerello, Palazzo della Permanente, Milano
- 1924 - XIV Biennale di Venezia, Venezia
- 1925 - I Esposizione Fiumana Internazionale di Belle Arti, Fiume
- 1925 - Biennale di Roma, Roma
- 1926 - XCII Esposizione della Società degli Amatori e dei Cultori di Belle Arti, Palazzo delle Esposizioni, Roma
- 1926 - I Mostra nazionale d'arte Marinara, Palazzo delle Esposizioni, Roma
- 1927 - Esposizione della Società Promotrice di Belle Arti, Firenze
- 1927 - XCIII Esposizione della Società degli Amatori e dei Cultori di Belle Arti, Palazzo delle Esposizioni, Roma
- 1927 - II Mostra nazionale d'arte Marinara, Palazzo delle Esposizioni, Roma
- 1928 - XCIV Esposizione internazionale di Belle Arti della Società degli Amatori e dei Cultori di Belle Arti, Palazzo delle Esposizioni, Roma
- 1928 - XVI Biennale di Venezia, Venezia
- 1929 - Esposizione d'arte pura e decorativa, Vicenza
- 1930 - XVII Biennale di Venezia, Venezia
- 1930 - Ca' Pesaro, Galleria internazionale d'arte moderna, Venezia
- 1931 - Settimana Italiana in Atene, Palazzo dello Zappeion, Atene
- 1935 - Mostra dei quarant'anni della Biennale 1895/1935, Venezia
- 1947 - Maestri dell’Ottocento, Galleria d’Arte Fogliato, Torino
- 2008 - Il Realismo Magico: Cagnaccio di San Pietro e gli Amici, Villa Orsini, Scorzè[3]
- 2010 - Pittura dell’Ottocento italiano, Pinacoteca del Corso, Vicenza[4]
- 2019 - Sul filo dell'acqua, Studio AlmiArte, Gemonio

## Opere nelle collezioni
- Marina, olio su tela, Musei civici di Treviso, Treviso[5]
- Volto femminile, olio su cartone, Musei civici di Treviso, Treviso[6]
- Mammina, olio su tela, Collezione d'arte del Palazzo del Quirinale, Roma
- La farfalla, olio su tavola, Collezione d'arte del Palazzo del Quirinale, Roma
- Il cantante cieco, 1900, olio su tela, Russell-Cotes Art Gallery & Museum, Bournemouth[7]
- Bagnanti a Venezia, 1900(?), olio su tela, Russell-Cotes Art Gallery & Museum, Bournemouth[7]
- Ritorno dal mercato a Chioggia, 1905-1915, acquarello su cartoncino bianco, Galleria Giannoni, Novara[8]
- Al Sole, 1928(?), olio su tela, Collezione d'arte di Intesa Sanpaolo, Torino[9]
- Primo sorriso, 1930, olio su tela, Collezione d'arte della Fondazione di Venezia, Venezia[10]